# Dmitri Bogdánov
Dimitri Bogdanov (Rusia, 11 de abril de 1979) es un atleta ruso especializado en la prueba de 800 m, en la que consiguió ser campeón europeo en pista cubierta en 2005.

## Carrera deportiva
En el Campeonato Europeo de Atletismo en Pista Cubierta de 2005 ganó la medalla de oro en los 800 metros, con un tiempo de 1:48.61 segundos, por delante de los españoles Antonio Manuel Reina y Juan de Dios Jurado (bronce).